# Mitsuteru Tanaka
Mitsuteru Tanaka (田中 光輝 Tanaka Mitsuteru?, 27 de septiembre de 1971-5 de agosto de 2018) fue una ilista japonés. Compitió en la prueba en ruta de ciclismo de los Juegos Olímpicos de Barcelona 1992. También fue campeón nacional japonés en 1992. Durante su carrera, compitió por el equipo del Aisan Racing Team, y después de retiro, fue entrenador y manager general de Aisan.